# 日根野時盛
日根野 時盛（ひねの ときもり）は、南北朝時代の武将。

## 経歴・人物
和泉日根野荘地頭で北朝方に属した。貞和4年/正平3年（1348年）1月には高師泰に属して和泉槌丸城を警固する。文和2年/正平8年（1353年）8月16日、畠山国清が時盛の軍功を幕府に報告し、翌日、軍功として尾張柏井荘下条の一部を充行われた。